# Croatas

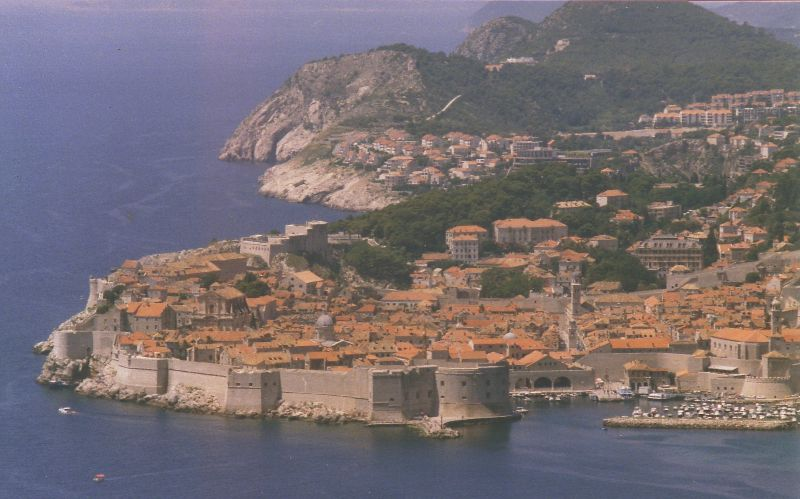
Dubrovnik.

Os croatas (em croata:  Hrvati) são um grupo étnico eslavo do sul habitando principalmente a Croácia, Bósnia e Herzegovina e países vizinhos. Há cerca de 4,6 milhões de croatas vivendo na Europa meridional, enquanto estima-se um total de 9 milhões em todo o mundo. Devido a razões políticas, sociais e econômicas, muitos croatas migraram para várias partes do mundo, estabelecendo uma notável diáspora croata. Grandes comunidades croatas existem em vários países, incluindo Estados Unidos, Austrália, Alemanha, Chile, Brasil, Nova Zelândia e África do Sul. Os croatas são conhecidos por sua cultura única que, através dos tempos, tem sido de diversas maneiras influenciada pelo Oriente e pelo Ocidente. Os croatas são predominantemente católicos e sua língua é o croata.

## Localização
A Croácia é o estado-nação dos croatas.
- As comunidades šokci e Brasilia no condado de Bács-Kiskun na Hungria.
- Uma pequena comunidade na região de Carso e Trieste na Itália. Esta é a região mais ao norte habitada por croatas - eles foram na maior parte assililados, mas há traços nos sobrenomes e em alguns nomes de lugares.
- No litoral esloveno (Primorska), Prekmurje e nas regiões de Metlika e Baixa Carniola na Eslovênia.
- Nos condados de Zala, Baranya e Somogy na Hungria, que são regiões de fronteira com a Croácia.
- Os krashovani na Romênia geralmente se consideram croatas.
- Burgenland na parte oriental da Áustria, as áreas de fronteira da Hungria ocidental (condados de Vas e Győr-Moson-Sopron) e da Eslováquia.
- Região de Molise na Itália.
- A cidade de Szentendre na Hungria, hungarizada, mas com lembranças de suas origens croatas (da Dalmácia).
- Na Eslováquia, na região em volta de Bratislava nas vilas de Chorvátsky Grob, Čunovo, Devínska Nová Ves, Rusovce e Jarovce. A maioria foi assimilada, mas uma pequena minoria preserva sua identidade croata.
- Na região da Morávia na República Tcheca.

As estimativas populacionais são razoavelmente precisas domesticamente: cerca de 4 milhões na Croácia e quase 600 mil na Bósnia e Herzegovina, ou cerca de 15% da população total.

### Diáspora
Um grande número de croatas foi forçado através dos tempos por razões econômicas ou políticas a deixar sua terra natal tradicional, e dessa forma existe hoje uma grande diáspora croata além dos limites de sua tradicional terra natal.
A primeira grande emigração de croatas ocorreu nos séculos XV e XVI, no início das conquistas otomanas das regiões onde hoje estão Croácia e Bósnia e Herzegovina. A população fugiu para áreas seguras no que hoje é a Croácia e para outras áreas do império dos Habsburgos (atuais Áustria e Hungria). Esta migração resultou nas comunidades croatas na Áustria e Hungria.
No final do século XIX e começo do século XX, muitos croatas emigraram, particularmente por razões econômicas, para destinos além-mar, que incluíram as Américas do Norte e do Sul (sobretudo para Chile e Argentina), Austrália e Nova Zelândia.
Uma grande onda de emigração posterior, desta vez por razões políticas, começou imediatamente após o fim da Segunda Guerra Mundial. Eles fugiram do regime Ustaša e depois do regime comunista. Estima-se que durante e logo depois da Segunda Guerra (de 1939 a 1948) cerca de 250 000 croatas tenham deixado o país.
Na segunda metade do século XX vários croatas, em grande parte devido às dificuldades econômicas e condição de vida, deixaram o país como trabalhadores imigrantes principalmente para a Alemanha, Áustria e Suíça. Além disso, alguns emigraram por razões políticas. Esta emigração diminuiu o desemprego da Iugoslávia comunista naquela época e criou ao mesmo tempo, pelo envio de dinheiro pelos imigrantes para suas famílias, uma grande fonte de renda exterior.

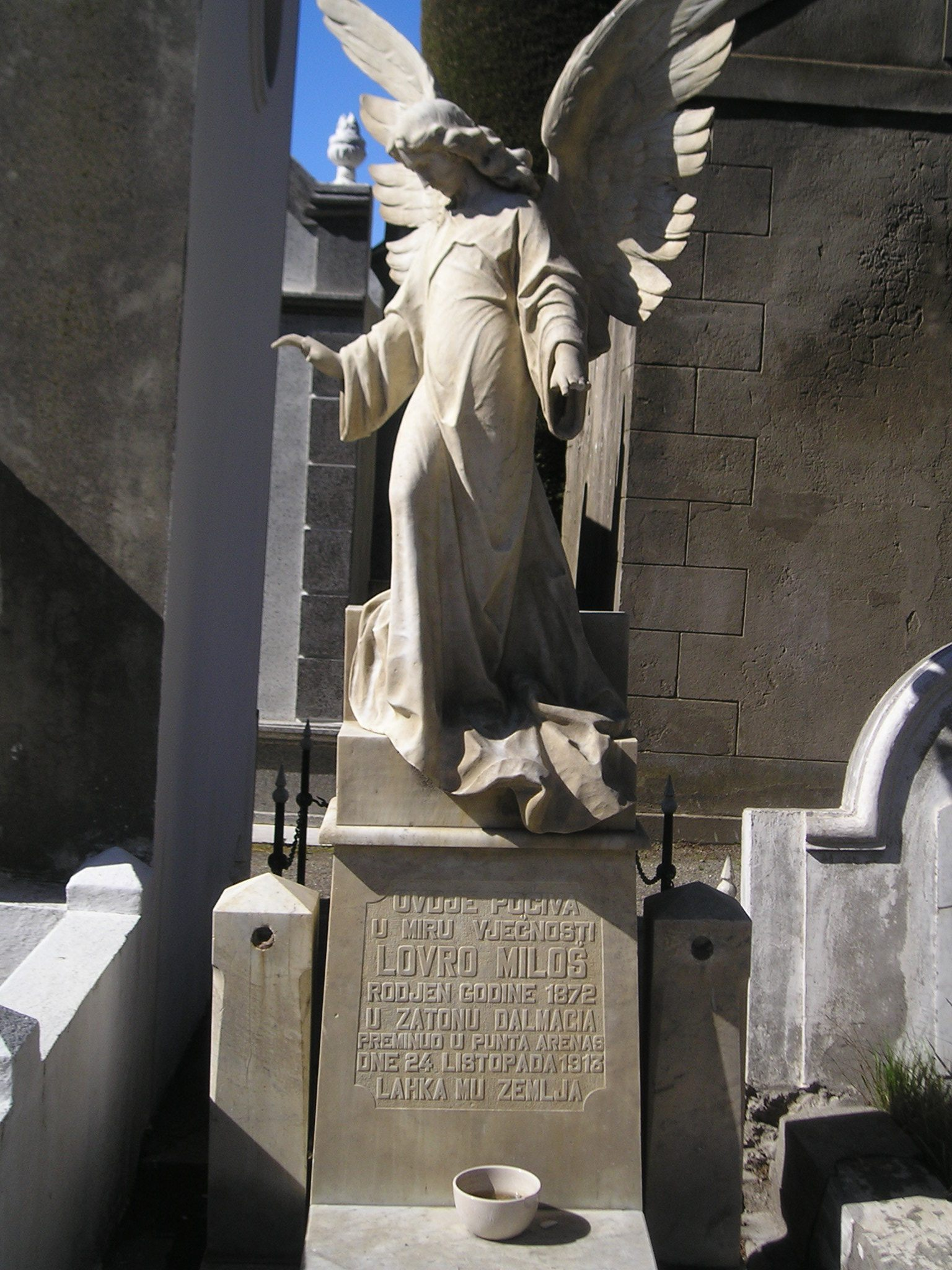
Uma das muitas tumbas croatas no cemitério municipal em Punta Arenas (Chile).

A última grande onda de emigração croata ocorreu durante e depois das guerras iugoslavas, quando muitas pessoas da região (não apenas croatas, mas também sérvios, bósnios e outros) fugiram como refugiados. As comunidades migrantes que já estavam estabelecidas em países como Austrália, Estados Unidos e Alemanha cresceram como resultado.
No exterior, os cálculos são apenas aproximados por causa dos registros estatísticos incompletos e naturalizações, mas estimativas (elevadas) sugerem que a diáspora croata equivale entre um terço e a metade do número total de croatas. Os maiores grupos emigrantes estão na Europa ocidental, principalmente na Alemanha, onde se estima que haja cerca de 450 000 pessoas com ancestralidade direta croata.
Além-mar, os Estados Unidos possuem o maior grupo croata emigrante (544.270 no censo de 1990; 374 271 no censo de 2000, principalmente em Ohio, Pensilvânia, Illinois e Califórnia), seguidos pela Austrália (105 747, de acordo com o censo de 2001, com concentrações em Sydney, Melbourne e Perth) e pelo Canadá (sul de Ontário, Colúmbia Britânica e Alberta). Os croatas também emigraram em várias ondas para a América do Sul, principalmente para Argentina, Chile e Brasil; as estimativas para a América do Sul variam muito. Há também pequenos grupos no Bolívia, Nova Zelândia e África do Sul. As mais importantes organizações da diáspora croata são a União Fraternal Croata (Hrvatska bratska zajednica), a Fundação da Herança Croata (Hrvatska matica isljenika) e o Congresso Mundial Croata.

## Origens
A origem da tribo croata antes da grande migração dos eslavos é incerta. De acordo com a teoria mais amplamente aceita teoria eslava do século VII, a tribo croata se moveu da área a norte dos Cárpatos e a oeste do rio Vístula (chamada de Croácia Branca) e migrou para oeste dos Alpes Dináricos. Os croatas brancos formaram o Principado da Dalmácia no alto Adriático. Outra onda de migrantes eslavos da Croácia Branca subsequentemente fundou o Principado da Panônia.
De acordo com o modelo autóctone, em grande parte promovido pelo Movimento Ilírio no século XIX e depois abandonado, a terra natal dos eslavos seria na verdade a região sul da Croácia, e eles se disseminaram nas direções norte e oeste ao invés da rota inversa. Uma revisão da teoria, desenvolvida por Ivan Muzić, argumenta que a migração eslava a partir do norte não aconteceu, que o número real de colonizadores eslavos era pequeno e que o substrato étnico ilírio foi predominante para a formação das características étnicas croatas.
A teoria da origem iraniana dos croatas sugere que eles sejam descendentes dos antigos iranianos (alanos), dos quais observam-se semelhanças para os nomes Croácia e croatas. A mais antiga menção do nome croata, Horouathos, pode ser vistas em duas inscrições em pedra em língua e alfabeto gregos, datadas por volta do anos 200 A.D., encontradas na cidade portuária de Tánais no mar de Azov, localizado na península da Crimeia próximo ao mar Negro. Ambas as peças de pedra são mantidas no museu arqueológico de São Petersburgo, Rússia. Se o termo Horouathos é relacionado ao etnônimo "croata", isto está aberto a conjecturas, porque as duas palavras podem ser origens distintas.
Geneticamente, pela linha do cromossomo Y, a maioria (> 87%) dos croatas pertence a um dos três haplogrupos Y-DNA europeus - haplogrupo I (38%), haplogrupo R1a (35%) e haplogrupo R1b (16%). Todos os três grupos migraram para a Europa durante o paleolítico superior entre 30 000 e 20 000 a.C.
Depois, linhagens neolíticas, originárias do Oriente Médio e que trouxeram a agricultura para a Europa, estão presentes em números surpreendentemente baixos. os haplogrupos J, E e G somam juntos menos de 10% - significativamente menor que as outras populações na região. Além disso, a presença dominante do Haplogrupo I é particularmente interessante. Este grupo existe apenas na Europa e é bastante disseminado, mas em percentagens relativamente pequenas. Sua frequência nos Bálcãs é alta, mas as únicas populações que têm níveis similares do haplogrupo I são os escandinavos. Acredita-se que o haplogrupo I tenha permanecido o último período glacial no sul da península Balcânica, migrando para o norte (passando imediatamente pelo que hoje é a Croácia) à medida que o gelo recuava.
Há inúmeras conclusões relevantes que podem ser retiradas dos dados genéticos.

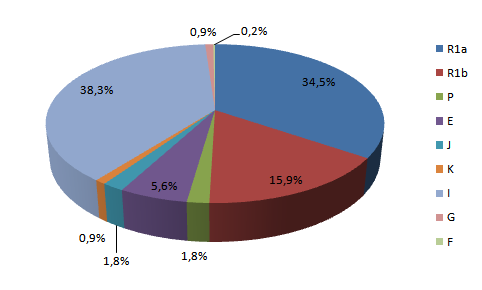
Haplogrupos croatas.

A primeira de todas elas fornece forte apoio à teoria de que a região da atual Croácia serviu como refúgio para populações do norte durante o último período glacial. Após isso, houve uma migração para o norte de pessoas cuja descendência hoje forma uma porção significante das populações escandinavas. Aqueles que decidiram permanecer são os ancestrais de cerca de 38% dos croatas modernos.
A segunda conclusão que pode ser retirada é que a teoria de uma origem iraniana tem pouca sustentação genética. Os iranianos modernos possuem uma distribuição de haplogrupos significantemente diferente, apesar de milênios atrás a Pérsia ter sido o lar para vários povos distintos. Apenas uma percentagem relativamente pequena dos croatas pertence a um dos haplogrupos que é comum no Oriente Médio. A baixa frequência destes grupos é consistente com a migração menor de fazendeiros neolíticos a partir do Oriente Médio que ocorreu por volta de 10 000 anos atrás.
E a terceira conclusão é que os croatas modernos talvez não tenham tanto em comum geneticamente com os croatas de origem proto-eslava. O haplogrupo R1a que atinge normalmente os níveis entre 40 e 60% na maioria dos países do Leste Europeu, é de 35% dentro da população croata. A evidência genética aponta para o fato de que houve um alto grau de miscigenação das tribos croatas recém-chegadas com as populações indígenas que já estavam presentes na região da moderna Croácia. Portanto, a maioria dos croatas atuais é descendente da população europeia originalmente da região e que vivia no território com outros nomes, como os ilírios e seus ancestrais. Estes habitantes originais também desempenharam uma função importante no repovoamento da Europa após a última era glacial.

## História
O estado croata mais antigo foi o Principado da Dalmácia. O príncipe Tromir da Dalmácia foi nomeado duque dos croatas em 852. Em 925, o duque croata da Dalmácia Tomislau uniu todos os croatas. Ele organizou um estado com a anexação do Principado da Panônia, assim como manteve laços próximos com Pagânia e Zaclúmia.
A partir da criação da união pessoal com a Hungria em 1102, os croatas estiveram de vez em quando sujeitos a fortes germanização e magiarização a partir do século XVII. A subsequente conquista otomana e a dominação dos Habsburgos dividiu as terras croatas novamente - com a maioria dos croatas vivendo na Croácia propriamente e na Dalmácia. Grandes números de croatas também vivam na Eslavônia, Ístria, Rijeka, Herzegovina e Bósnia. Nos últimos séculos sucederam-se ondas de emigrantes croatas, notavelmente para Molise na Itália, Burgenland na Áustria e finalmente para os Estados Unidos.
Após a Primeira Guerra Mundial, a maior parte dos croatas foi unida no Reino dos Eslovenos, Croatas e Sérvios, criado pela união das terras eslavas do sul que estiveram sob domínio austro-húngaro com o Reino da Sérvia. Os croatas se tornaram uma das nações constituintes do novo reino. O estado foi transformado no Reino da Iugoslávia em 1929 e os croatas foram fundidos na nova nação com seus vizinhos eslavos do sul - todos passaram a ser conhecidos como iugoslavos. Em 1939, os croatas receberam um alto grau de autonomia quando a Banovina da Croácia foi criada e uniu quase todos os territórios croatas étnicos dentro do reino. na Segunda Guerra Mundial, as potências do Eixo criaram um estado fantoche - o Estado Independente da Croácia, liderado pelo movimento fascista Ustaše, que tentou criar um estado croata etnicamente limpo. Em resposta, muitos croatas se juntaram ao movimento partisan antifascista supra-étnico, liderado pelo Partido Comunista da Iugoslávia. Durante e depois da guerra, entre 40 000 e 200 000 croatas perderam suas vidas.
A República Socialista Federal da Iugoslávia do pós-guerra se tornou uma federação composta de 6 repúblicas, com os croatas se tornando um dos dois povos constituintes de duas delas- Croácia e Bósnia e Herzegovina (nesta última, um dos três a partir de 1968). Os croatas na Sérvia, na província autônoma da Voivodina, nunca alcançaram tal status. Seguindo a onda de democratização, acompanhada pelas tensões étnicas que emergiram na era pós-Tito, a República da croácia declarou a independência em 1990, seguida pela guerra com sua minoria sérvia, apoiada pelo Exército Popular Iugoslavo controlado pelos sérvios. Nos primeiros anos da guerra, mais de 200 000 croatas foram desalojados de seus lares como resultado das ações militares. No auge das batalhas, cerca de 550 000 croatas foram desalojados no total durante as guerras iugoslavas.
Durante a Guerra da Bósnia, que se seguiu à da Croácia, os croatas bósnios-herzegovinos tentaram criar seu próprio estado independente dentro da Bósnia e Herzegovina - a República croata de Herzeg-Bosnia - que subsequentemente se juntou à Federação da Bósnia e Herzegovina.
A política do pós-guerra de facilitar a imigração de croatas étnicos que estivessem no exterior encorajou muitos descendentes de croatas a retornar para a Croácia. O influxo foi aumentado pela chegada de refugiados croatas da Bósnia e Herzegovina. Após o final da guerra em 1995, a maioria dos refugiados croatas retornou para seus antigos lares, enquanto alguns (principalmente refugiados croatas da Bósnia e Herzegovina e janjevci do Kosovo) voltaram para suas antigas posses na Sérvia.

## Cultura e tradições
A área habitada pelos croatas possui uma grande diversidade de influências históricas e culturais, assim como uma diversidade de terrenos e geografia. As regiões litorâneas da Dalmácia e da Ístria estiveram sujeitas ao Império Romano e aos domínios da República de Veneza e da Itália; as regiões centrais como Lika e Herzegovina ocidental foram cenários de campos de batalha contra o Império Otomano, e têm fortes tradições épicas. Nas planícies do norte, o domínio autro-húngaro deixou suas marcas. Apesar do domínio estrangeiro, os croatas desenvolveram uma cultura forte e distinta e um senso de identidade nacional, um tributo aos séculos em que eles permaneceram distintos, evitando a assimilação das populações soberanas. As características mais distintivas do folclore croata incluem grupos klapa da Dalmácia e orquestras de tamburitsas da Eslavônia. As artes populares são apresentadas em eventos especiais e festivais, sendo talvez a mais distintiva a Alka de Sinj, uma tradicional competição de cavaleiros celebrando a vitória contra os turcos otomanos. A tradição épica também é preservada em canções épicas cantadas acompanhadas pela gusla, uma espécie de rabeca monocórdia. Vários tipos de danças kolo circulares também são encontradas por toda a Croácia. A língua croata tem a mais longa tradição escrita de todas as línguas eslavas do sul, com documetos como a tabuleta de Baška, que data de antes de 1100. A moderna língua padrão é baseada no dialeto shtokaviano ijekaviano. Há dois outros dialetos, o chakaviano (falado na Ístria e na Dalmácia) e o kajkaviano (falado em Zagorje e na região de Zagreb), que em parte têm sido influenciados e substituídos pelo dialeto padrão, apesar de ainda manterem suas respectivas formas vernaculares. Apesar da diversidade, os croatas consideram sua língua como uma marca forte de consciência nacional e são claramente negativos quanto à influências estrangeiras. Os croatas são maioritariamente católicos romanos, e a igreja tem uma função significativa no fortalecimento da identidade nacional e na etnogénese croata.[carece de fontes?]
A República de Ragusa e a Dalmácia são os berços da literatura croata. Ela se desenvolveu grandemente durante o Renascimento, com trabalhos de autores dálmatas e de Ragusa como Marko Marulić e Marin Držić, e continuou no período barroco com Ivan Gundulić, no romantismo com Ivan Mažuranić e August Šenoa até os dias atuais.

### Arte
No século VII os croatas, junto com outros eslavos e com os ávaros, chegaram do norte da Europa para a região onde vivem atualmente. Os croatas estavam abertos à arte e cultura romanas, e antes de tudo ao Cristianismo. As primeiras igrejas foram construídas como santuários reais, e influências da arte romana foram fortes na Dalmácia onde a urbanização foi abundante e tinha um grande número de monumentos. Gradualmente, esta influência foi abandonada e simplificada, alterando as formas herdadas e até mesmo criando edifícios originais. A maior e mais complicada igreja de base central do século IX é a de São Donato em Zadar. Da mesma época, do mesmo tamanho e beleza nós podemos apenas comparar a capela de Carlos Magno em Aachen. O altar fechado e as janelas destas igrejas foram generosamente decorados com ornamentos superficiais. às vezes, inscrições na escrita croata antiga - glagolítica - apareciam. Logo, as inscrições glagolíticas foram substituídas pelo latim nas bordas dos altares e nas arquitraves das antigas igrejas croatas.

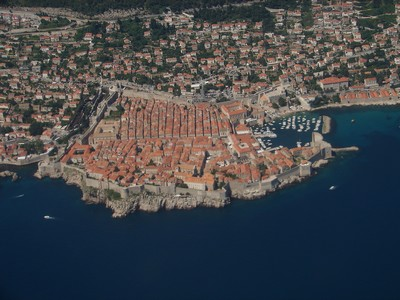
As muralhas de Dubrovnik, patrimônio da UNESCO.

A arte românica apareceu na Croácia no começo do século XI com forte desenvolvimento de monastérios e reforma da igreja. Nesse período, muitos monumentos e artefatos importantes e ao longo da costa croata foram feitos, como a catedral da Santa Anastácia em Zadar (século XIII). Na escultura românica croata, acontece uma transformação do modelo decorativo para o figurativo. Os melhores exemplos da escultura românica são as portas de madeira da Catedral de Split, feitas por Andrija Buvina (c. 1220) e o portal de pedra da Catedral de Trogir, feito pelo artesão Radovan (c. 1240). Antigos afrescos são numerosos e melhor preservados na Ístria. Neles pode-se observar a mistura de influências do ocidente e do leste europeus. as mais antigas miniaturas são do século XIII - um livro de evangelhos de Split e Trogir. A arte gótica no século XIV foi apoiada pela cultura das câmaras municipais, promovendo as ordens (como a dos franciscanos) e a cultura cavalheira. Foia Idade do Ouro das cidades dálmatas livres que estavam comercializando com a nobreza feudal croata no continente. O maior projeto urbano daquela época foi a construção completa de duas novas cidades - a Pequena e a Grande Ston, e cerca de um quilômetro de muralhas com torres de guarda entre elas (século XIV). Depois da Muralha de Adriano na Escócia, é a maior muralha da Europa. Os tártaros destruíram a catedral românica em Zagreb durante a sua invasão em 1410, mas logo depois de que eles se foram, Zagreb conseguiu o status de cidade livre do rei húngaro Bela IV. Logo depois, o bispo Timotej começou a reconstruir a catedral no novo estilo gótico.
Zadar era uma cidade independente da República de Veneza. Os mais belos exemplos de humanismo gótico em Zadar são esculturas em metal dourado como o Arco de São Simão, feito por artesãos de Milão em 1380. A pintura gótica foi menos preservada, e delicados trabalhos estão na Ístria em afrescos de Vicente de Kastv na Igreja de Santa Maria em Škriljinah próximo a Beram, de 1474. Desta época são duas das melhores e mais decoradas liturgias feitas pelos monges de Split - Hvals’ Zbornik (que está atualmente em Zagreb) e o Missal do duque bósnio Hrvoje Vukčić Hrvatinić (que está atualmente em Istambul).

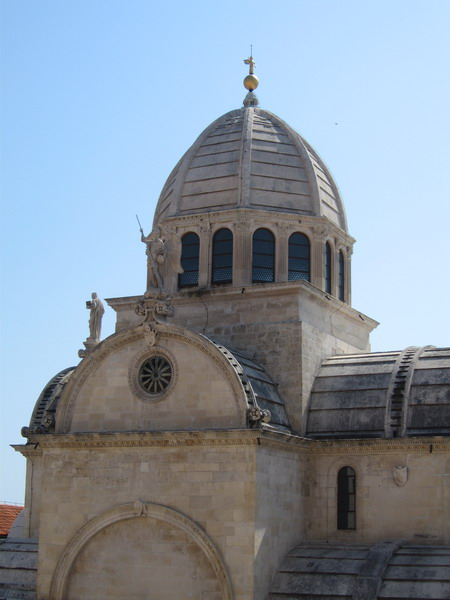
Catedral de São Jacó em Šibenik, de 1555, patrimônio mundial da UNESCO.

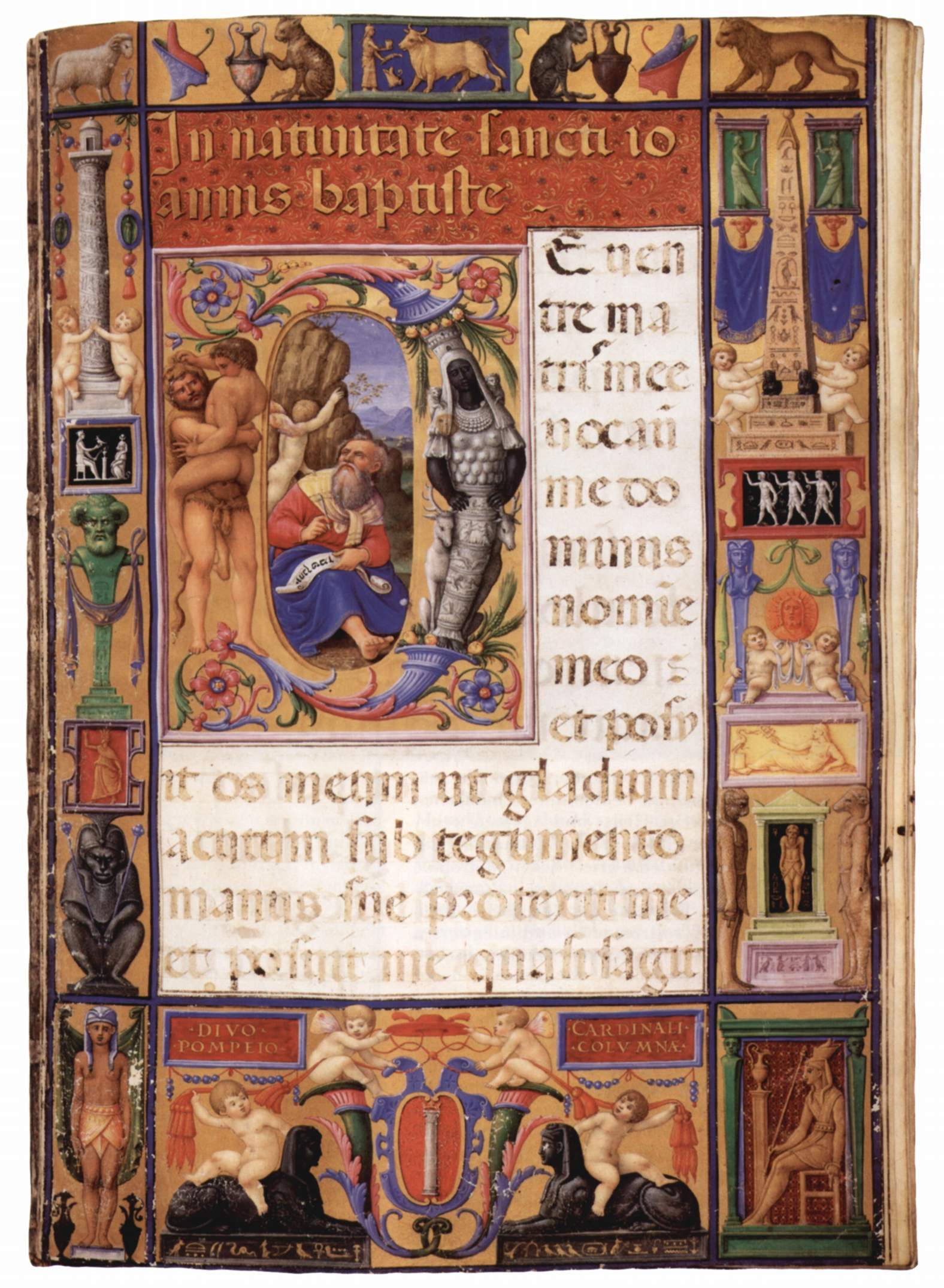
Uma página ilustrada do missal Colonna de Juraj Klović, Biblioteca Universitária John Rylands, Manchester, Reino Unido.

No século XV, a Croácia estava dividida entre três estados - o norte da Croácia era parte do Império Austríaco, a Dalmácia estava sob o domínio da República de Veneza (com exceção de Dubrovnik) e a Eslavônia estava sob ocupação otomana. A Dalmácia estava na periferia de várias influências, e então a arquitetura pública e religiosa com claras influências da renascença italiana floresceu. Três trabalhos daquele período são de importância europeia, e contribuíram para o desenvolvimento posterior do Renascimento: a Catedral de São Jacó em Šibenik, terminada em 1441 por Juraj Dalmatinac; a capela de João de Trogir Santificado, 1468, Nikola Firentinac; e a vila de Sorkočević em Lapad, próximo a Dubrovnik, de 1521.
No noroeste da Croácia, o início das guerras com o Império Otomano causou muitos problemas, mas numa visão mais ampla, reforçou a influência do norte (que tinha os austríacos como governantes). Como o perigo permanente dos otomanos no leste, houve uma modesta influência do Renascimento, enquanto fortificações floresciam, como a cidade fortificada de Karlovac em 1579 e a fortaleza da família Ratkay em Veliki Tabor do século XVI. Alguns dos artistas croatas famosos da Renascença viviam e trabalhavam em outros países, como os irmãos Laurana (Vranjanin, Franjo e Luka), o miniaturista Juraj Klović (também conhecido como Giulio Clovio) e o famoso pintor manerista Andrija Medulić (professor de El Greco).
Nos séculos XVII e XVIII a Croácia foi reunificada com as partes do país que estavam ocupadas pela República de Veneza e pelo Império Otomano. A unidade contribuiu para o súbito florescimento da arte em todos os seguimentos. Grandes fortificações com plano radial, canais e e várias torres foram construídas por causa da constante ameaça otomana. As duas maiores estavam em Osijek e Slavonski Brod. Depois elas se tornaram grandes cidades. O planejamento urbano do barroco é sentido em várias novas cidades como Karlovac, Bjelovar, Koprivnica, Virovitica, etc. As cidades da Dalmácia também tiveram torres barrocas e baluartes incorporadas em suas velhas muralhas, como as de Pula, Šibenik ou Hvar. Mas a maior obra barroca aconteceu em Dubrovnik no século XVII após um terremoto catástrófico em 1667 quando quase toda a cidade foi destruída. Uma florescente pintura de parede foi experimentada em todas as partes da Croácia, de afrescos ilusionistas na Igreja de Santa Maria em Samobor, de Santa Catarina em Zagreb à igreja jesuíta em Dubrovnik. Uma permuta de artistas entre a Croácia e outras partes da Europa aconteceu. o mais famoso pintor croata foi Federiko Benković que trabalhou quase toda sua vida na Itália, enquanto um italiano, Francesco Robba, fez as melhores esculturas barrocas da Croácia. Nas nações austríacas no começo do século XIX o movimento romântico na Croácia foi sentimental, gentil e sutil. No final do século XIX, o arquiteto Herman Bolle se responsabilizou por um dos maiores projetos do historicismo europeu - um longo arco de meio quilômetro neo-renascentista com vinte domos no cemitério Mirogoj em Zagreb. Ao mesmo tempo, as cidades na Croácia realizaram importantes remodelações urbanas. Uma pseudo-construção que enfatiza todas as três artes visuais é o antigo edifício do "Ministério da Reza e da Educação" (chamado de "Salão Dourado") em Zagreb (H. Bolle, 1895). Vlaho Bukovac trouxe o espírito do impressionismo de Paris, e ele influenciou fortemente os jovens artistas (incluindo os autores do "Salão Dourado"). Na "Exposição do Milênio" em Budapeste, eles estavam aptos de estar lado a lado das outras opções artísticas da Áustria-Hungria. O turbulento século XX reorientou politicamente a Croácia em muitas ocasiões e a afetou de muitas formas, mas não poderia significativamente alterar sua já peculiar posição como encruzilhada de muitas culturas diferentes.

### Símbolos

A atual bandeira da Croácia, incluindo o atual brasão de armas.

A bandeira da Croácia é uma bandeira tricolor composta por três faixas horizontais vermelha-branca-azul, como o brasão de armas da Croácia no centro. Esta bandeira tricolor foi escolhida porque estas eram as cores do pan-eslavismo, popular no século XIX.
O brasão de armas é composto do quadriculado tradicional vermelho e branco ou grb, que significa simplesmente "brasão de armas". Ele tem sido usado para simbolizar os croatas por séculos; alguns especulam que ele derive da Croácia Branca e da Croácia Vermelha, terras históricas da tribo croata. O desenho atual adiciona cinco escudos sobre o brasão que representam as regiões históricas das quais a Croácia se originou. O quadriculado vermelho e branco tem sido um símbolo dos reis croatas desde pelo menos o século X, variando em tamanho de 3x3 a 8x8, mas mais comumente 5x5, como o atual brasão. Supõe-se tradicionalmente que as cores orginalmente representavam duas antigas tribos croatas, os croatas vermelhos e os croatas brancos, mas geralmente não há provas aceitáveis para esta teoria. A fonte mais antiga confirmando o brasão como um símbolo oficial é a genealogia dos Habsburgos, datada de 1512 a 1518. Em 1525, ele foi usado como uma medalha votiva. O mais antigo exemplo conhecido da šahovnica na Croácia é encontrado nas asas de quatro falcões numa fonte batismal doada pelo rei Petar Krešimir IV da Croácia (1058-1074) ao arcebispo de Split. Diferente de muitos países, os projetos croatas mais comumente usam o simbolismo do brasão de armas, e não da bandeira croata. Isto é devido parcialmente ao desenho geométrico do escudo que o torna apropriado para o uso em muitos contextos gráficos (por exemplo, na insígnia da Croatia Airlines ou no desenho da camisa da Seleção Croata de Futebol), e parcialmente devido ao fato de que os países vizinhos como a Eslovênia e a Sérvia usam as mesmas cores pan-eslavas em suas bandeiras que a Croácia.